# 2021年英國內閣改組

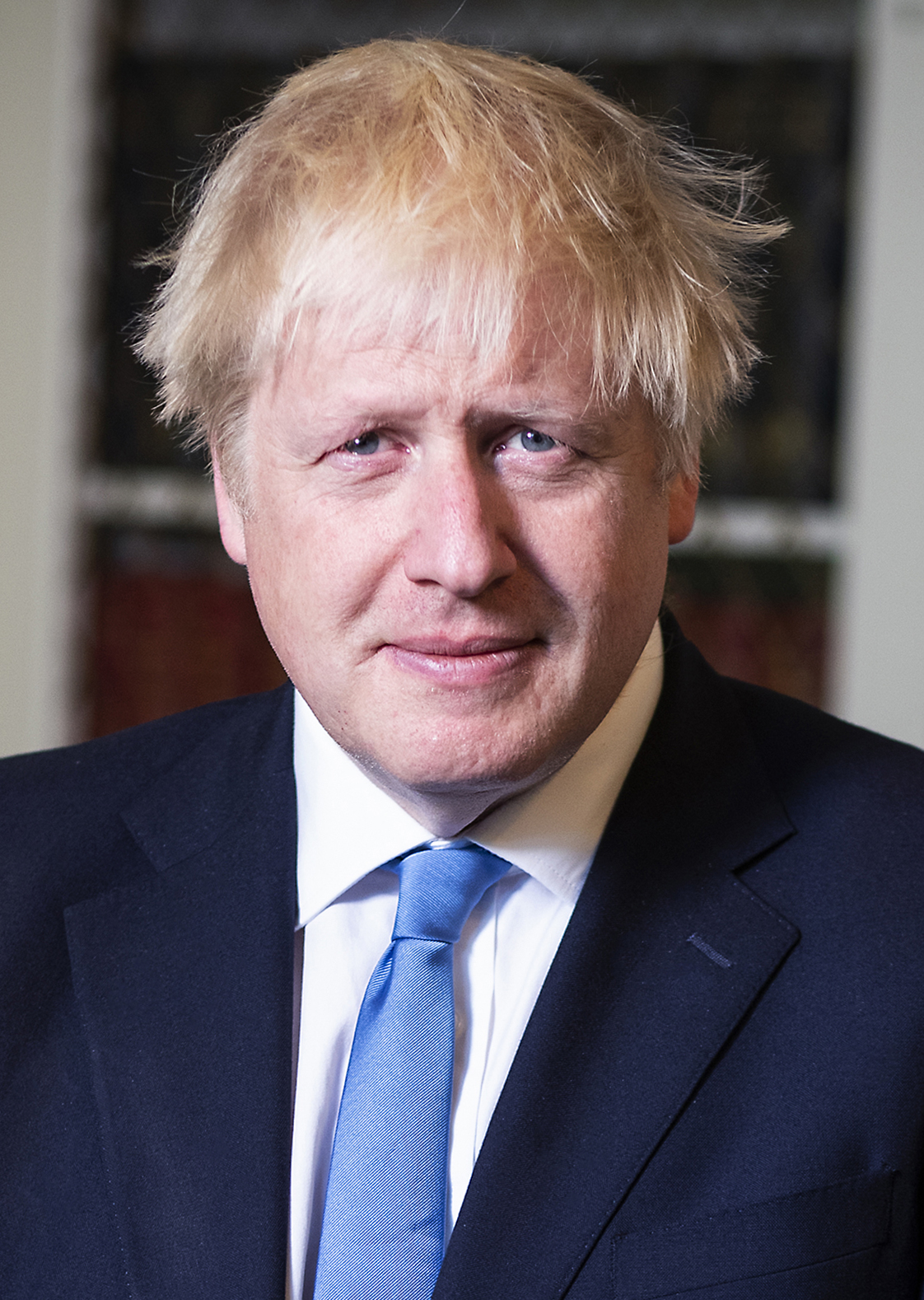
鲍里斯·约翰逊

2021年英國內閣改組在9月進行，亦是首相鲍里斯·约翰逊第三個內閣的主要改組，上一次改組在2020年2月。

## 內閣人事變動
| 大臣 | 大臣                                    | 改組前                                             | 改組後                                      |
| ---- | --------------------------------------- | -------------------------------------------------- | ------------------------------------------- |
|      | 多米尼克·拉布 議員閣下                  | 外交、聯邦及發展事務大臣 兼首席大臣                | 轉任司法大臣 兼大不列顛大法官 副首相        |
|      | 加文·威廉姆森 大英帝國勳章司令 議員閣下 | 教育大臣                                           | 離開政府                                    |
|      | 纳齐姆·扎哈维 議員                      | 2019冠狀病毒病疫苗接種事務政務次官                 | 入閣升任教育大臣                            |
|      | 羅伯特·巴克蘭 御用大律師 議員閣下       | 司法大臣 兼大不列顛大法官                          | 離開政府                                    |
|      | 伊丽莎白·特拉斯 議員閣下                | 國際貿易大臣 兼贸易委员会主席 婦女及平等大臣       | 轉任外交、聯邦及發展事務大臣 婦女及平等大臣 |
|      | 安妮-馬里·特雷維萊 議員閣下             | 商業能源及潔淨發展國務大臣                         | 入閣升任國際貿易大臣 兼贸易委员会主席       |
|      | 羅伯特·詹里克 議員閣下                  | 房屋、社區及地方政府事務大臣                       | 離開政府                                    |
|      | 高文浩 議員閣下                         | 兰开斯特公爵领地事务大臣 內閣辦公室部長            | 轉任房屋、社區及地方政府事務大臣            |
|      | 史提芬·巴克萊 議員閣下                  | 財政部首席秘書                                     | 轉任兰开斯特公爵领地事务大臣 內閣辦公室部長 |
|      | 西蒙·克拉克 議員                        | 後座議員                                           | 入閣升任財政部首席秘書                      |
|      | 阿曼达·米林 議員閣下                    | 不管部國務大臣 黨主席                              | 離閣內閣，降任亞洲發展國務大臣              |
|      | 史提芬·巴克萊 議員閣下                  | 財政部首席秘書                                     | 轉任兰开斯特公爵领地事务大臣 內閣辦公室部長 |
|      | 奧利佛·道登 大英帝國勳章司令 議員閣下   | 數碼、文化、傳媒及體育大臣                         | 轉任不管部國務大臣 黨主席                   |
|      | 娜汀·多里斯 議員                        | 英國衛生部病人安全、預防自殺及精神健康事務政務次官 | 入閣升任數碼、文化、傳媒及體育大臣          |
|      | 奈傑爾·亞當斯 議員                      | 亞洲發展國務大臣                                   | 入閣升任內閣辦公室部長                      |
|      | 基特·馬特豪斯 議員                      | 罪案及警務國務大臣                                 | 列席內閣會議                                |
|      | 米歇爾·多蘭 議員                        | 大學國務大臣                                       | 列席內閣會議                                |

## 反應

### 多米尼克·拉布的調任

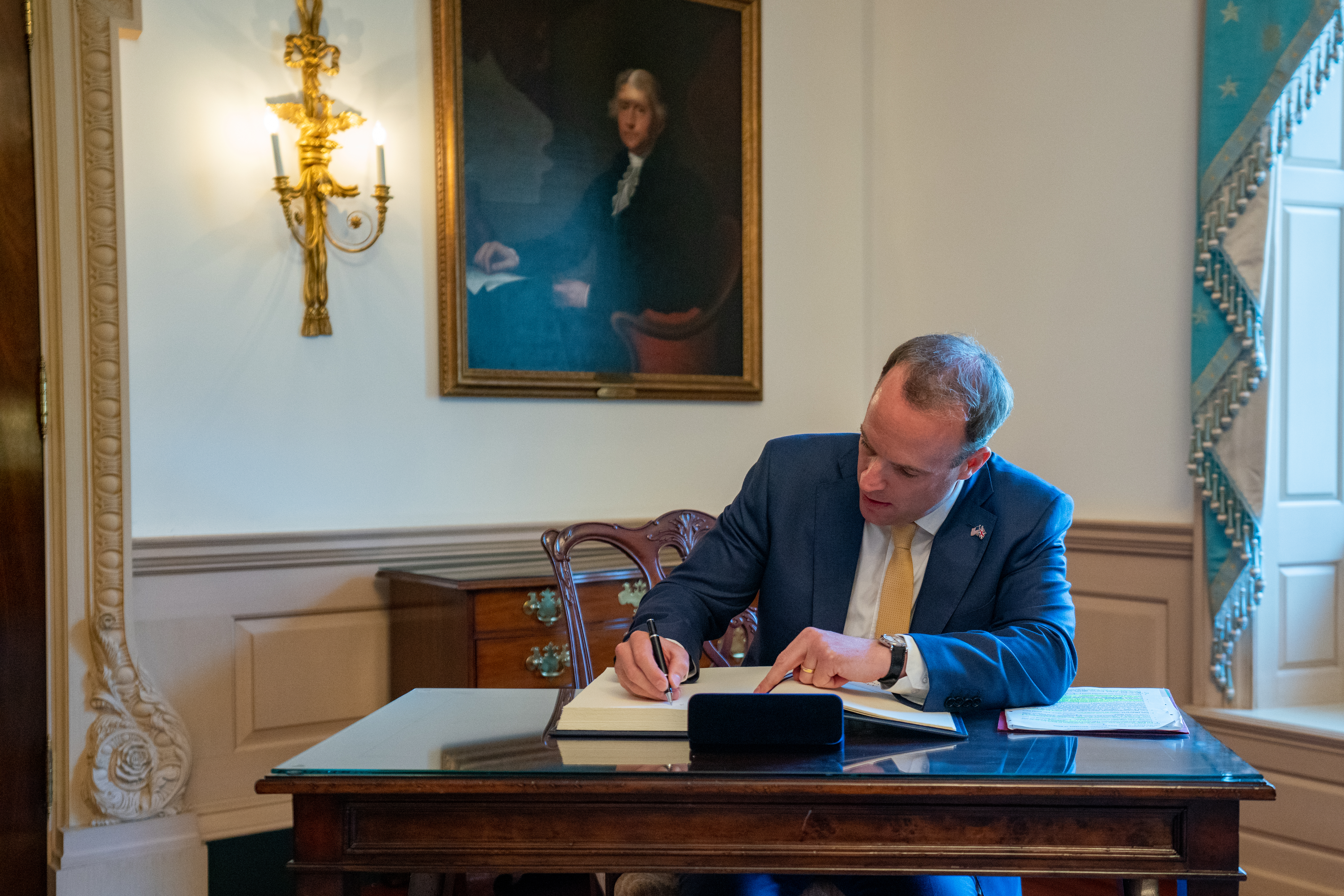
Raab in 2019

擔任外相一職兩年多的多米尼克·拉布「升任」空缺了六年多且被視為有名無實的联合王国副首相一職，外界猜測跟他在阿富汗局勢不穩時還在度假沒有妥善執行外相職務有關，導致事後其地位被「明升暗降」。

### 羅伯特·巴克蘭被革職
羅伯特·巴克蘭被免去司法大臣兼大不列顛大法官職務，改由新任副首相多米尼克·拉布兼任此職務；由於巴克蘭任內並沒有犯下什麼明顯錯誤，司法特別委員會主席鮑伯·尼爾做出批評，形容巴克蘭被撤職是不公正、令人髮指的，認為他受到首相约翰逊的“粗暴對待”。 